# Otako
Otako – polski zespół muzyczny z Suwalszczyzny grający muzykę folkową.
Zespół powstał w Suwałkach w 2008 roku. Gra muzykę, której głównym motywem są melodie od najstarszych ludowych skrzypków Suwalszczyzny: Franciszka Racisa oraz Mieczysława Pachutko. Zamysłem kapeli jest poszukiwanie współczesnego brzmienia i wyrazu dla tradycyjnej muzyki wykonywanej w małym składzie.
Członkowie zespołu brali udział w filmie Zaniechane melodie w reżyserii Kuby Pietrzaka. Dokumentuje on warsztaty na festiwalu Oj Wiosna Ty Wiosna w Sejnach i Wigrach z maja 2009. Żywy przekaz umiejętności muzycznych: gry na instrumentach, śpiewu oraz tańca zaistniał dzięki obecności muzykantów - mistrzów z suwalszczyzny: Józefa Murawskiego z Szypliszk, Mieczysława Pachutko z Zaleskich oraz Franciszka Racisa z Jasionowa.
Grupa zdobyła drugą nagrodę na XIII Festiwalu Folkowym Polskiego Radia Nowa Tradycja w 2010 r.

## Skład zespołu
2008–2010
- Piotr Fiedorowicz - śpiew,skrzypce, flety, gitara
- Karol Halicki – gitara barytonowa, elektronika
- Zymek Szulc – perkusja

2011-2013
- Piotr Fiedorowicz – skrzypce, śpiew, EWI
- Karol Halicki – gitara barytonowa, elektronika
- Rafał Ostrowski – gitara basowa
- Ignacy Ostaszewski – perkusja

2013 -
- Piotr Fiedorowicz – skrzypce, śpiew,
- Karol Halicki – gitara barytonowa, elektronika
- Ignacy Ostaszewski – perkusja
- Paweł Grupkajtys - cymbały wileńskie
- Łukasz Makowski – gitara basowa